# Тринитротолуен
Тринитротолуен познатији као ТНТ, тачније 2,4,6-тринитротолуен, и по његовом преферираном ИУПАЦ-у назив 2-метил-1,3,5-тринитробензен, је хемијска супстанца са формулом . ТНТ се повремено користи као реагенс у хемијској синтези, али је најпознатији као експлозивни материјал са погодним особинама за руковање. Експлозивни принос ТНТ-а сматра се стандардном упоредном конвенцијом бомби и удара астероида. У хемији, ТНТ се користи за стварање соли за пренос наелектрисања.
Ово једињење је први припремио 1863. године немачки научник Јулијус Вилбранд, покушавајући да добије средство за бојење, а двадесет година касније откривено је да се ради о веома јаком експлозиву.

## Историја
ТНТ је први пут припремио немачки хемичар Јулиус Вилбранд 1863. и првобитно је коришћен као жута боја. Његов потенцијал као експлозива није препознат три деценије, углавном зато што је било претешко га детонирати јер је био мање осетљив од алтернатива. Његове експлозивне карактеристике први је открио 1891. други немачки хемичар, Карл Хосерман. ТНТ се може безбедно сипати у течном стању у чауре, и толико је неосетљив да је 1910. изузет из Закона о експлозивима Уједињеног Краљевства из 1875. и није се сматрао експлозивом за потребе производње и складиштења.
Немачке оружане снаге су га усвојиле као пуњење за артиљеријске гранате 1902. Гранате за пробијање оклопа пуњене ТНТ-ом би експлодирале након што би продрле у оклоп британских капиталних бродова, док су британске гранате пуњене лидитом имале тенденцију да експлодирају при удару о оклоп, тако трошећи велики део своје енергије ван брода. Британци су почели да замењују Лидит са ТНТ-ом 1907.
Морнарица Сједињених Америчких Држава наставила је да пуни оклопне гранате експлозивом Д након што су неке друге нације прешле на ТНТ, али је почела да пуни поморске мине, бомбе, дубинске бомбе и бојеве главе торпеда експлозивним пуњењем сировог ТНТ-а класе Б боје смеђег шећера, и захтева експлозивно појачано пуњење од гранулисаног кристализованог ТНТ-а за детонацију. Експлозивне гранате биле су пуњене ТНТ-ом разреда А, који је постао пожељнији за друге употребе пошто је индустријски хемијски капацитет постао доступан за уклањање ксилена и сличних угљоводоника из сировине толуена и других нуспроизвода изомера нитротолуена из реакција нитрирања.
- Комади ТНТ-а за експлозиве
- Тринитротолуен који се топи на 81 °C (178 °F)
- Артиљеријске гранате М795 са уграђеним упаљачима, означене да означавају пуњење ТНТ-а
- М107 артиљеријске гранате. Сви су означени тако да означавају пуњење "комп Б" (мешавина ТНТ-а и РДХ-а) и имају уграђене осигураче
- Група минобацачких граната М120 Рак. Тамнозелене чауре са леве стране су уцртане да указују на пуњење ТНТ-а
- Анализа производње ТНТ-а по огранцима немачких оружаних снага између 1941. и првог квартала 1944. године, приказана у хиљадама тона месечно
- Детонација ТНТ експлозивног пуњења од 500 тона као део операције Морнарски шешир 1965. Пролазни талас експлозије оставио је белу водену површину иза себе и бели кондензациони облак је видљив изнад главе.

## Производња
У индустрији, ТНТ се производи у процесу од три корака. Прво, толуен се нитрира мешавином сумпорне и азотне киселине да би се добио мононитротолуен (МНТ). МНТ се одваја и затим ренитира у динитротолуен (ДНТ). У последњем кораку, ДНТ се нитрира у тринитротолуен (ТНТ) коришћењем анхидроване мешавине азотне киселине и олеума. Азотна киселина се троши у процесу производње, али разблажена сумпорна киселина се може поново концентрисати и поново користити. Након нитрирања, ТНТ се стабилизује процесом који се назива сулфитација, где се сирови ТНТ третира воденим раствором натријум сулфита раствор за уклањање мање стабилних изомера ТНТ-а и других нежељених производа реакције. Вода за испирање од сулфитације позната је као црвена вода и представља значајан загађивач и отпадни производ производње ТНТ-а.
Контрола азотних оксида у азотној киселини хране је веома важна јер слободни азот-диоксид може довести до оксидације метил групе толуена. Ова реакција је веома егзотермна и носи са собом ризик од несталне реакције која води до експлозије.
У лабораторији, 2,4,6-тринитротолуен се производи поступком у два корака. Мешавина за нитрирање концентроване азотне и сумпорне киселине се користи за нитрирање толуена у смешу изомера моно - и ди-нитротолуена, уз пажљиво хлађење да би се одржала температура. Нитровани толуени су затим одвојени, испрани разблаженим натријум бикарбонатом да би се уклонили оксиди азота, а затим пажљиво нитровани мешавином димеће азотне и сумпорне киселине.

## Примена
ТНТ је један од најчешће коришћених експлозива за војне, индустријске и рударске примене. ТНТ је коришћен заједно са хидрауличким фрактурисањем (популарно познатим као фрацкинг), процесом који се користи за добијање нафте и гаса из шкриљца. Техника укључује измештање и детонацију нитроглицерина у хидраулички изазваним ломовима праћеним ударима из бушотине коришћењем пелетизованог ТНТ-а.
ТНТ је цењен делом због своје неосетљивости на ударце и трење, са смањеним ризиком од случајне детонације у поређењу са осетљивијим експлозивима као што је нитроглицерин. ТНТ се топи на 80 °C (176 °F), далеко испод температуре на којој ће спонтано детонирати, омогућавајући му да се сипа или безбедно комбинује са другим експлозивима. ТНТ нити апсорбује нити се раствара у води, што му омогућава да се ефикасно користи у влажним срединама. Да би детонирао, ТНТ мора бити покренут таласом притиска из стартног експлозива, који се зове појачивач експлозива.
Иако су блокови ТНТ-а доступни у различитим величинама (нпр. 250 г, 500 г, 1000 г), чешће се сусрећу у синергистичким експлозивним мешавинама које садрже променљиви проценат ТНТ-а и других састојака. Примери експлозивних мешавина које садрже ТНТ укључују:
- Аматекс (амонијум нитрат и Хексоген)[15]
- Amatol (амонијум нитрат[16])
- Амонал (амонијум нитрат и алуминијумски прах плус понекад и угаљ).
- Баратол (баријум нитрат и восак)
- Композиција Б (Хексоген) и парафински восак[17])
- Композиција H6
- Циклотол (Хексоген)[18]
- Еднатол
- Хексанит (hexanitrodiphenylamine[19][20])
- Минол
- Октол
- Пентолит
- Пикратол
- Тетритол
- Торпекс
- Тритонал

## Особине
Жуте је боје и позната је као експлозив. Користи се и као јединица за мерење јачине експлозија (нуклеарних, конвенционалних,...).
ТНТ је најраспрострањенији и најважнији војни експлозив због својих особина; јер је бризантни експлозив, лако се лије, пресује и чува, стабилан је и може дуго да се складишти.
Примењује се у скоро свим типовима артиљеријске муниције. Самостално у тренутним гранатама и помешан са хексогеном у односу 60:40% у противоклопним кумулативним гранатама.

## Основне карактеристике експлозива
Ево неке од основних карактеристика ТНТ експлозива:
| Експлозивна својства ТНТ-а     | Експлозивна својства ТНТ-а                                                                   |
| ------------------------------ | -------------------------------------------------------------------------------------------- |
| Година проналаска              | 1863                                                                                         |
| Енергија детонације            | 3,9 MJ/kg                                                                                    |
| Траузелов тест                 | 300 cm³/10 g                                                                                 |
| Максимални притисак детонације | 22,3 GPa                                                                                     |
| Брзина детонације (Vdet)       | 6,9 km/s                                                                                     |
| Густина која одговара Vdet     | 1,57 g/cm³                                                                                   |
| Температура детонације         | 470 °C                                                                                       |
| Осетљивост на удар             | мало                                                                                         |
| Запремина гасовитих производа  | 700 dm³/kg                                                                                   |
| Температура током детонације   | ~3.100 °C (5.610 °F)                                                                         |
| Енергија експлозије            | 4.100–4.220 кЈ / kg, тј. 980–1010 kcal/kg (без секундарне оксидације чађи)                   |
| Специфична топлота сагоревања  | 4.184 МЈ/kg                                                                                  |
| Детонациони притисак Pcj:      | 190-220 kbar према прорачунској или експерименталној методи, обично на доњој граници опсега. |

## Хемијска реакција
Због брзог распада и егзотермијске реакције (хемијска реакција у којој се производи енергија), реакција је експлозивна, што је последица брзог пораста ваздушног притиска.

## Експлозивни карактер
Након детонације, ТНТ подлеже разградњи која је еквивалентна реакцији:
2 C7H5N3O6 → 3 N2+ 5H2O_+ 7 CO + 7 C
а нарочито:
2 C7H5N3O6 → 3 N2 + 5 H2 + 12 CO + 2 C
или
2 C7H5N3O6 →  3 N2+H2+ 4H2C2 _ _+ 6CO2
C7H5N3O6 →  3 HCN + H2O + 3 CO + CO2
C7H5N3O6 →  HCN + (CN)2 + 2 H2O + 4 CO
2 C7H5N3O6 →  6 NO + 5 H2C2 + 2 CO + 2 CO2
2 C7H5N3O6 →  6 HCNO + 2 H2C2 + 2 CO + 2 CO2
плус неке од реакција
H
2 + CO → H
2O + C
и
2 CO → CO
2 + C.
Реакција је егзотермна, али има високу енергију активације у гасној фази (~62 kcal/mol). Кондензоване фазе (чврсте или течне) показују значајно нижу енергију активације од отприлике 35 kcal/mol због јединствених бимолекуларних путева разлагања при повишеним густинама. Због производње угљеника, експлозије ТНТ-а имају чађав изглед. Пошто ТНТ има вишак угљеника, експлозивне смеше са једињењима богатим кисеоником могу дати више енергије по к..lилограму него сам ТНТ. Током 20. века аматол, мешавина ТНТ-а са амонијум нитратом, био је широко коришћен војни експлозив.
ТНТ се може детонирати иницијатором велике брзине. Дуги низ година, ТНТ је био референтна тачка за фигуру неосетљивости. ТНТ је имао оцену тачно 100 на скали „Ф до И“. Референца је од тада промењена у осетљивији експлозив који се зове Хексолит, који има Ф до И оцену 80.

## Пиротехничка својства и употреба
Као експлозив, показује изузетно добра својства – веома је стабилан и није много осетљив на спољашње утицаје, а истовремено га карактерише веома висока експлозивност и снажна експлозија. Због тога је идеална супстанца за припрему индустријских и војних експлозива. Често се меша са другим експлозивним супстанцама у различитим размерама и може се наћи под трговачким називима Пермонит, Пермонекс, Карпатит, Аматол која се користи у војсци и многи други су такође познати.
Пошто су његова експлозивна својства веома добро истражена, еквивалентна количина ТНТ-а у килотонама (кт) или мегатонама (Мт) је дата да би се изразила снага нуклеарне или термонуклеарне експлозије. Ово је, наравно, погрешно, јер количине ТНТ-а веће од 100 тона могу да изазову значајно секундарно паљење чађи настале након експлозије, што значи да 100 тона ТНТ-а има еквивалентну енергију ослобођену као 130 тона пуњења.
Као што је већ поменуто, типична карактеристика експлозије ТНТ-а је формирање облака чађи након експлозије због релативно ниског и негативног баланса кисеоника. Захваљујући томе, чак и мале количине се понашају као слаб термобарични експлозив, на пример, 200 g ТНТ-а може имати стварну излазну енергију од 225 g током детонације (тј. у поређењу са теоретском вредношћу од 8,2 МЈ, око 9 МЈ енергије ТНТ-а се брзо изненађујуће генерише у малим количинама ударни талас који се може упоредити са Семтекс-ом, иако би се наивно очекивало 20% предности Семтекс-а (међутим, ово зависи од студије и неки показују импулсе ударног таласа који су у складу са нултом брзом оксидацијом чађи).
1 kg ТНТ-а има 50% смртности од ударног таласа на удаљености од око 1,4 м (удаљеност између пуњења и горње половине тела, без обзира на оријентацију особе). 4,5 kg има стопу смртности од око 99% на удаљености од 2,5 м. Међутим, чак и када се користи 10 kg, убојна зона није већа од око 4-5 м. Модерне гранате од 155 мм садрже мање од 11 kg ТНТ-а, минобацачке гранате од 60 мм имају око 200 g, а проширене ручне бомбе око 100 g. У конвенционалним бомбама, 30-70% енергије се користи за фрагментацију, а не за стварање таласа притиска. Због тога талас притиска генерално није погодан ефикасан механизам за одлагање живе силе, па је стога главна сврха ТНТ-а да убрза фрагменте.

## Енергетски садржај
Топлота детонације коју користи НИСТ да дефинише тону еквивалента ТНТ-а је 1000 cal/g или 1000 kcal/kg, 4,184 MJ/kg или 4,184 GJ/ton. Густина енергије ТНТ се користи као референтна тачка за многе друге експлозиве, укључујући нуклеарно оружје, чији се енергетски садржај мери у еквивалентним килотонама (~4,184 тераџула или 4,184 ТЈ или 1,162 ГВх) или мегатонама (~4,184 пета џула или 4.184 ПЈ или 1.162 ТВх) ТНТ-а. Међутим, топлота сагоревања износи 14,5 мега џула по килограму или 14,5 MJ/kg или 4,027 kWh/kg, што захтева да део угљеника у ТНТ-у реагује са атмосферским кисеоником, што се не дешава у почетном догађају.
Поређења ради, барут садржи 3 мегаџула по килограму, динамит 7,5 мегаџула по килограму, а бензин 47,2 мегаџула по килограму (иако је за бензин потребан оксиданс, тако да оптимизована мешавина бензина и О 2 садржи 10,4 мегаџула по килограму).

## Детекција
За откривање TNT могу се користити различите методе, укључујући оптичке и електрохемијске сензоре и псе који њушкају експлозив. 2013. године, истраживачи са Индијског института за технологију који су користили квантне кластере племенитих метала могли су да открију ТНТ на суб-зептомоларном (10−18 mol/m³) нивоу.

## Цена коштања ТНТ-а
Sa 6 dolara po funti, ТНТ među najjeftinijim je vojnim eksplozivima (varira od 5-100 dolara).
Zbog male snage po masi, nije pogodan za bojeve glave raketa, ali je pogodan za nagazne mine i druge objekte bez ograničenja mase.

## Безбедност и токсичност
ТНТ је отрован, а контакт са кожом може изазвати иритацију коже, узрокујући да кожа добије јарко жуто-наранџасту боју. Током Првог светског рата, жене које су се бавиле овом хемикалијом откриле су да им је кожа постала јарко жута, што је довело до тога да су добиле надимак „канаринке“.
Људи изложени ТНТ-у током дужег периода имају тенденцију да доживе анемију и абнормалне функције јетре. Ефекти крви и јетре, повећање слезине и други штетни ефекти на имуни систем такође су пронађени код животиња које су уносиле или удисале тринитротолуен. Постоје докази да ТНТ негативно утиче на плодност мушкараца. ТНТ је наведен као могући канцероген за људе, са канцерогеним ефектима који су демонстрирани у експериментима са животињама на пацовима, иако ефекти на људе до сада нису никакви (према ИРИС-у од 15. марта 2000). Потрошња ТНТ-а производи црвену мокраћу кроз присуство производа разградње а не крви како се понекад верује.
Неки војни полигони су контаминирани отпадним водама из програма за муницију, укључујући контаминацију површинских и подземних вода које могу бити обојене у розе боје због присуства ТНТ-а. Таква контаминација, названа „ружичаста вода“, може бити тешко и скупа за отклањање.
ТНТ је склон ексудацији динитротолуена и других изомера тринитротолуена када се пројектили који садрже ТНТ чувају на вишим температурама у топлијим климама. Ексудација нечистоћа доводи до стварања пора и пукотина (што заузврат узрокује повећану осетљивост на ударце). Неисправност осигурача такође може бити резултат миграције течности у механизам осигурача. Калцијум силикат се меша са ТНТ-ом да би се ублажила склоност ка ексудацији.

### Ружичаста и црвена вода
Ружичаста вода и црвена вода су две различите врсте отпадних вода које се односе на тринитротолуен. Ружичаста вода се производи процесима прања опреме након пуњења муницијом или операција демилитаризације, и као таква је генерално засићена максималном количином ТНТ-а који ће се растворити у води (око 150 делова на милион (ппм).) Међутим, има неодређени састав који зависи од тачног процеса; посебно, може такође да садржи циклотриметилентринитрамин (РДКС) ако биљка користи мешавине ТНТ/РДКС или ХМКС ако се користи ТНТ/ХМКС. Црвена вода (такође познат као "Селлите ватер") се производи током процеса који се користи за пречишћавање сировог ТНТ-а. Има сложен састав који садржи више десетина ароматичних једињења, али главне компоненте су неорганске соли (натријум-сулфат, натријум-сулфит, натријум-нитрит и натријум-нитрат) и сулфонирани нитроаромати.
Ружичаста вода је заправо безбојна у време генерисања, док црвена вода може бити безбојна или веома бледо црвена. Боја настаје фотолитичким реакцијама под утицајем сунчеве светлости. Упркос називима, црвена и ружичаста вода нису нужно различите нијансе; боја зависи углавном од трајања сунчеве експозиције. Ако је довољно дуго изложена, "ружичаста" вода ће постати тамно смеђа.
Због токсичности ТНТ-а, испуштање ружичасте воде у животну средину је деценијама забрањено у САД и многим другим земљама, али контаминација тла може постојати у веома старим биљкама. Међутим, контаминација РДКС-ом и тетрилом се обично сматра проблематичнијом, пошто ТНТ има веома ниску покретљивост тла. Црвена вода је знатно токсичнија и као таква се одувек сматрала опасним отпадом. Традиционално се одлаже испаравањем до краја (пошто токсичне компоненте нису испарљиве), након чега следи спаљивање. Много истраживања је спроведено да би се развили бољи процеси одлагања.

## Еколошки утицај
Због своје погодности за изградњу и рушење, ТНТ је постао најраспрострањенији експлозив и стога је његова токсичност највише окарактерисана и пријављена. Остатак ТНТ-а од производње, складиштења и употребе може да загади воду, земљиште, атмосферу и биосферу.
Концентрација ТНТ-а у контаминираном земљишту може достићи 50 g/kg земљишта, при чему се највеће концентрације могу наћи на површини или близу ње. У септембру 2001. године, Агенција за заштиту животне средине Сједињених Држава (УСЕПА) прогласила је ТНТ загађивачем чије је уклањање приоритет. УСЕПА сматра да нивои ТНТ-а у земљишту не би требало да прелазе 17,2 грама по килограму земље и 0,01 милиграма по литру воде.

### Растворљивост у води
Растварање је мера брзине којом се чврсти ТНТ у контакту са водом раствара. Релативно ниска растворљивост ТНТ-а у води доводи до тога да се чврсте честице непрекидно испуштају у околину током дужих временских периода. Студије су показале да се ТНТ спорије раствара у сланој води него у слаткој води. Међутим, када се салинитет промени, ТНТ се раствара истом брзином. Пошто је ТНТ умерено растворљив у води, може да мигрира кроз подземно земљиште и да изазове контаминацију подземних вода.

### Адсорпција тла
Адсорпција је мера дистрибуције између растворљивих и седиментних адсорбованих загађивача након постизања равнотеже. Познато је да се ТНТ и његови продукти трансформације адсорбују на површинско земљиште и седименте, где пролазе кроз реактивну трансформацију или остају ускладиштени. Кретање или органских загађивача кроз земљиште је функција њихове способности да се повезују са мобилном фазом (вода) и стационарном фазом (земљиште). Материјали који се снажно повезују са земљиштем крећу се полако кроз тло. Константа асоцијације за ТНТ са земљом је 2,7 до 11 L/kg земљишта. То значи да ТНТ има тенденцију од једне до десетоструке да пријања на честице тла него када се унесе у тло. Водоничка веза и јонска размена су два предложена механизма адсорпције између нитро функционалних група и колоида земљишта.
Број функционалних група на ТНТ-у утиче на способност адсорбовања у земљиште. Показало се да се вредности коефицијента адсорпције повећавају са повећањем броја амино група. Тако је адсорпција продукта распадања ТНТ-а 2,4-диамино-6-нитротолуена (2,4-ДАНТ) била већа од оне за 4-амино-2,6-динитротолуен (4-АДНТ), која је била већа од оне за ТНТ. Нижи коефицијенти адсорпције за 2,6-ДНТ у поређењу са 2,4-ДНТ могу се приписати стеричној сметњи NO2 групе у орто положају.
Истраживања су показала да у слатководним срединама, са високим садржајем Ca2+, адсорпција ТНТ-а и његових производа трансформације у земљишту и седиментима може бити нижа него што је примећено у сланој средини, у којој доминирају K+ и Na+. Стога, када се разматра адсорпција ТНТ-а, врста земљишта или седимента и јонски састав и снага подземне воде су важни фактори.
Одређене су асоцијацијске константе за ТНТ и његове продукте разградње са глинама. Минерали глине имају значајан утицај на адсорпцију енергетских једињења. Својства земљишта, као што су садржај органског угљеника и капацитет измене катјона, имају значајан утицај на коефицијенте адсорпције.
Додатне студије су показале да је мобилност производа разградње ТНТ-а вероватно нижа „од ТНТ-а у подземним срединама где специфична адсорпција на минерале глине доминира процесом сорпције“. Дакле, покретљивост ТНТ-а и његових производа трансформације зависе од карактеристика сорбента. Мобилност ТНТ-а у подземним водама и земљишту је екстраполирана из „модела изотерме сорпције и десорпције утврђених са хуминским киселинама, у седиментима водоносника и земљишту“. На основу ових модела, предвиђа се да ТНТ има ниску ретенцију и да се лако преноси у околину.
У поређењу са другим експлозивима, ТНТ има већу асоцијацијску константу са земљом, што значи да се више пријања са земљом него са водом. Насупрот томе, други експлозиви, као што су РДКС и ХМКС са ниским асоцијацијским константама (у распону од 0,06 до 7,3 L/kg, односно 0 до 1,6 L/kg) могу се брже кретати у води.

### Хемијски распад
ТНТ је реактиван молекул и посебно је склон да реагује са смањеним компонентама седимената или фотодеградацији у присуству сунчеве светлости. ТНТ је термодинамички и кинетички способан да реагује са великим бројем компоненти многих еколошких система. Ово укључује потпуно абиотичке реактанте, као што су водоник-сулфид, Fe2+, или микробне заједнице, и оксидне и аноксичне и фотохемијске деградације.
Показало се да тла са високим садржајем глине или мале величине честица и високим садржајем укупног органског угљеника подстичу трансформацију ТНТ-а. Могуће трансформације ТНТ-а укључују редукцију једног, два или три нитро-остатка у амине и купловање производа амино трансформације да би се формирали димери. Формирање два продукта моноамино трансформације, 2-АДНТ и 4-АДНТ, је енергетски фаворизовано, па се стога примећује у контаминираном земљишту и подземним водама. Диамино производи су енергетски мање повољни, а још мање вероватни су триамино производи.
Трансформација ТНТ-а је значајно појачана у анаеробним условима, као иу високо редукционим условима. Трансформације ТНТ-а у земљишту могу се десити и биолошки и абиотички.
Фотолиза је главни процес који утиче на трансформацију енергетских једињења. Промена молекула у фотолизи настаје директном апсорпцијом светлосне енергије или преносом енергије из фотосензибилизованог једињења. Фототрансформација ТНТ-а „резултује формирањем нитробензена, бензалдехида, азодикарбоксилних киселина и нитрофенола, као резултат оксидације метил група, редукције нитро група и формирања димера“.
Докази о фотолизи ТНТ-а су виђени због промене боје отпадних вода које садрже ТНТ у розе када су изложене сунчевој светлости. Фотолиза је бржа у речној води него у дестилованој води. На крају крајева, фотолиза утиче на судбину ТНТ-а првенствено у воденој средини, али такође може утицати на судбину ТНТ-а у земљишту када је површина тла изложена сунчевој светлости.

### Биоразградња
Лигнинолитичка физиолошка фаза и систем манган пероксидазе гљива могу изазвати врло ограничену количину минерализације ТНТ-а у течној култури, али не и у земљишту. Организам способан за ремедијацију великих количина ТНТ-а у земљишту тек треба да буде откривен. И дивље и трансгене биљке могу фиторемедијирати експлозиве из земље и воде.